# Bacchiglione
Der Bacchiglione ist ein Fluss in der oberitalienischen Region Venetien, der durch die Provinzen Vicenza und Padua fließt.  Im Oberlauf trägt er den Namen Bacchiglioncello. 

## Verlauf
Der Bacchiglioncello entspringt in einem Waldstück südwestlich von Dueville in der Provinz Vicenza. Das Quellgebiet und Teile des Oberlaufs bilden das NATURA 2000 Schutzgebiet Bosco di Dueville e risorgive limitrofe (WDPA-ID 555528626).
Nach ein paar Kilometern nimmt er beim Ort Vivaro von rechts das Wasser des Torrente Timonchio. Er ändert dabei seinen Namen in Bacchiglione und fließt nun wesentlich angeschwollen in südlicher Richtung auf  Vicenza zu. Nachdem er die Altstadt von Vicenza östlich umflossen hat, mündet am südlichen Stadtrand von Vicenza der Retrone in den Bacchiglione. Er setzt nun seinen Lauf in südöstlicher Richtung bis Padua fort. Bis dahin münden mit dem Torrente Astichello, dem Tesina und Ceresone drei linke Nebenflüsse in den Bacchiglione. In Padua teilt er sich in mehrere Kanäle auf, u. a. den Canale Scaricatore und den Canale Piovego, der in Richtung Brenta entwässert. Über den Scaricatore fließt der Bacchiglione weiter nach Süden über den Canale Roncajette, vereinigt sich bei Bovolenta mit dem Canale Vigenzone und schließlich kurz vor dessen Mündung in die Adria mit dem Brenta. 
Der Bacchiglione diente viele Jahrhunderte lang als Wasserweg bis hinauf nach Vicenza. Der Pegel des Bacchiglione erreicht in den niederschlagsreichen Monaten November und Mai seine Höchststände, während er im August und Januar am niedrigsten ist. Historische Höchstwerte erreichte er bei den Überschwemmungen im November 1966 und November 2010. Im November 2010 überschwemmte er etwa 20 % der Altstadt von Vicenza und richtete erhebliche Flutschäden an.

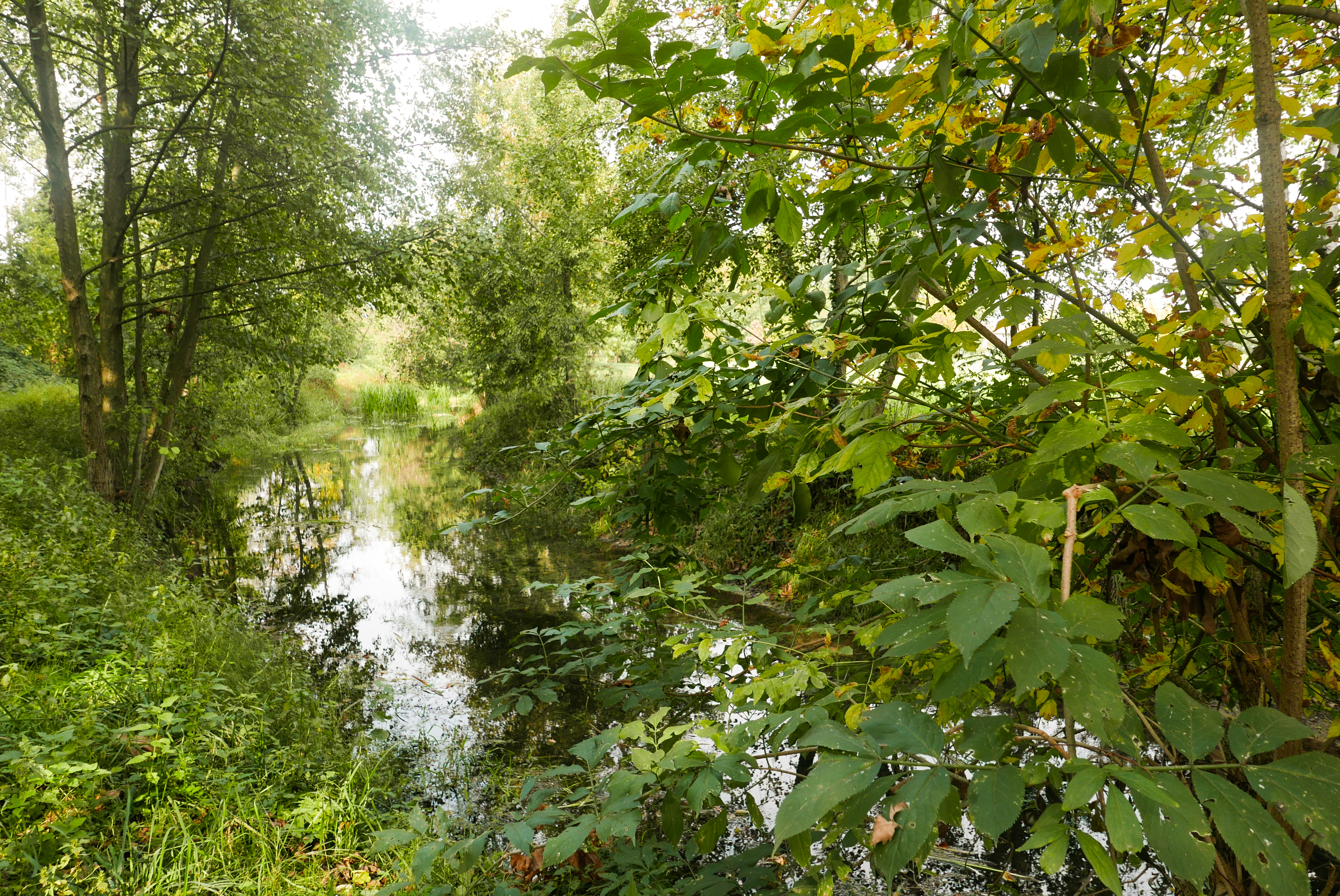
Quellgebiet im Wald bei Dueville
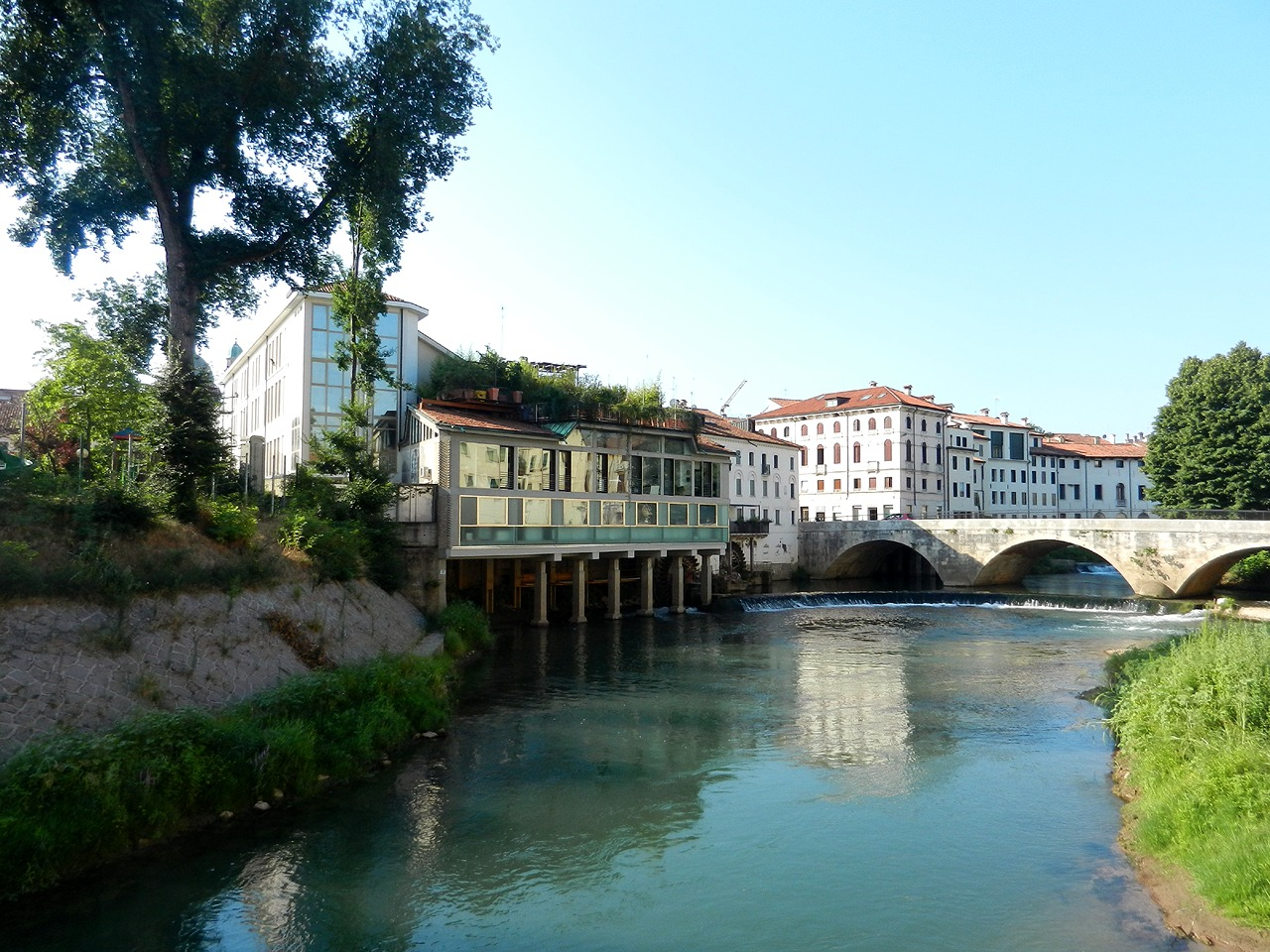
Die Ponte Pusterla in Vicenza
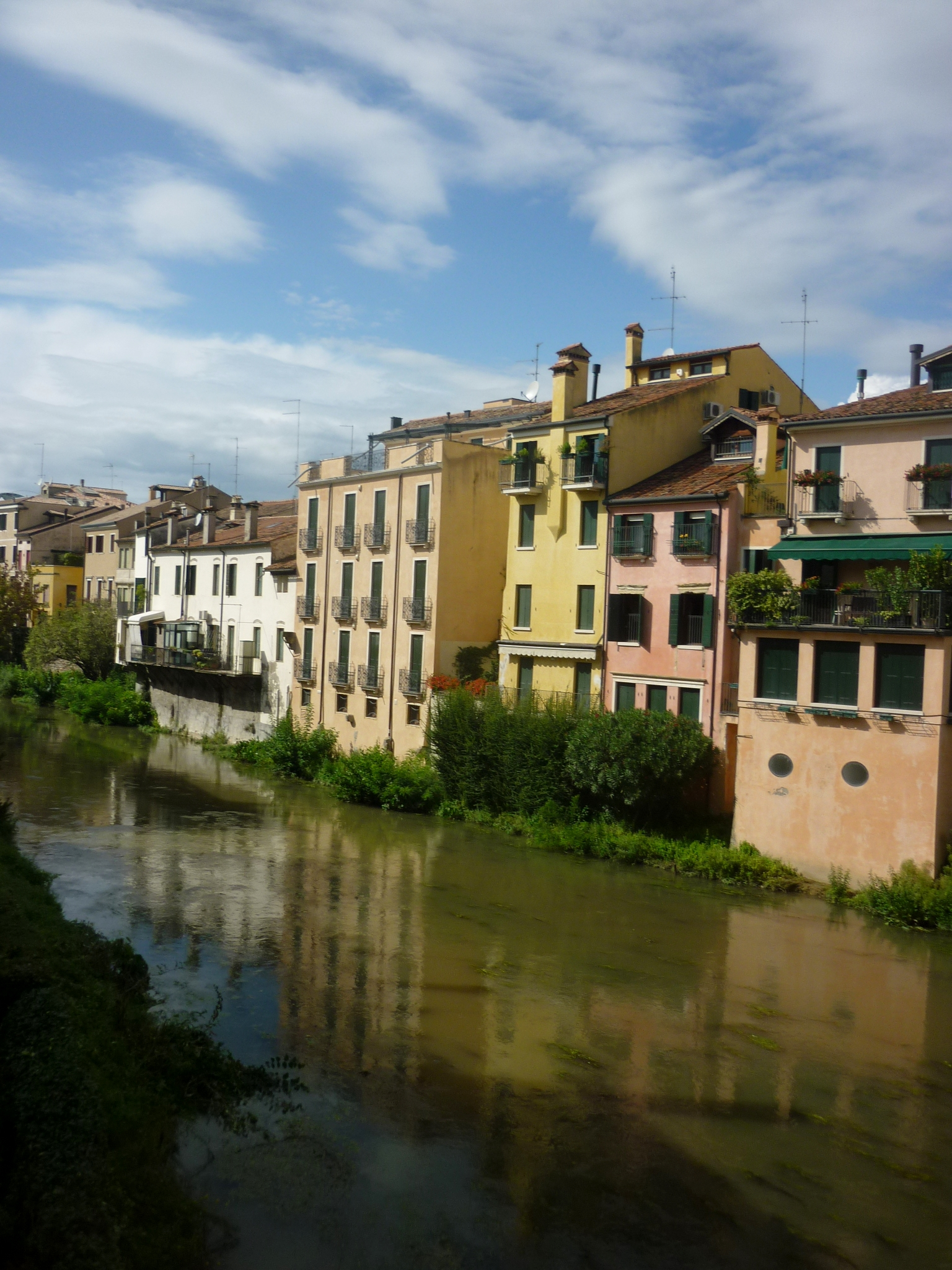
Padua
Kanalsystem des Bacchiglione
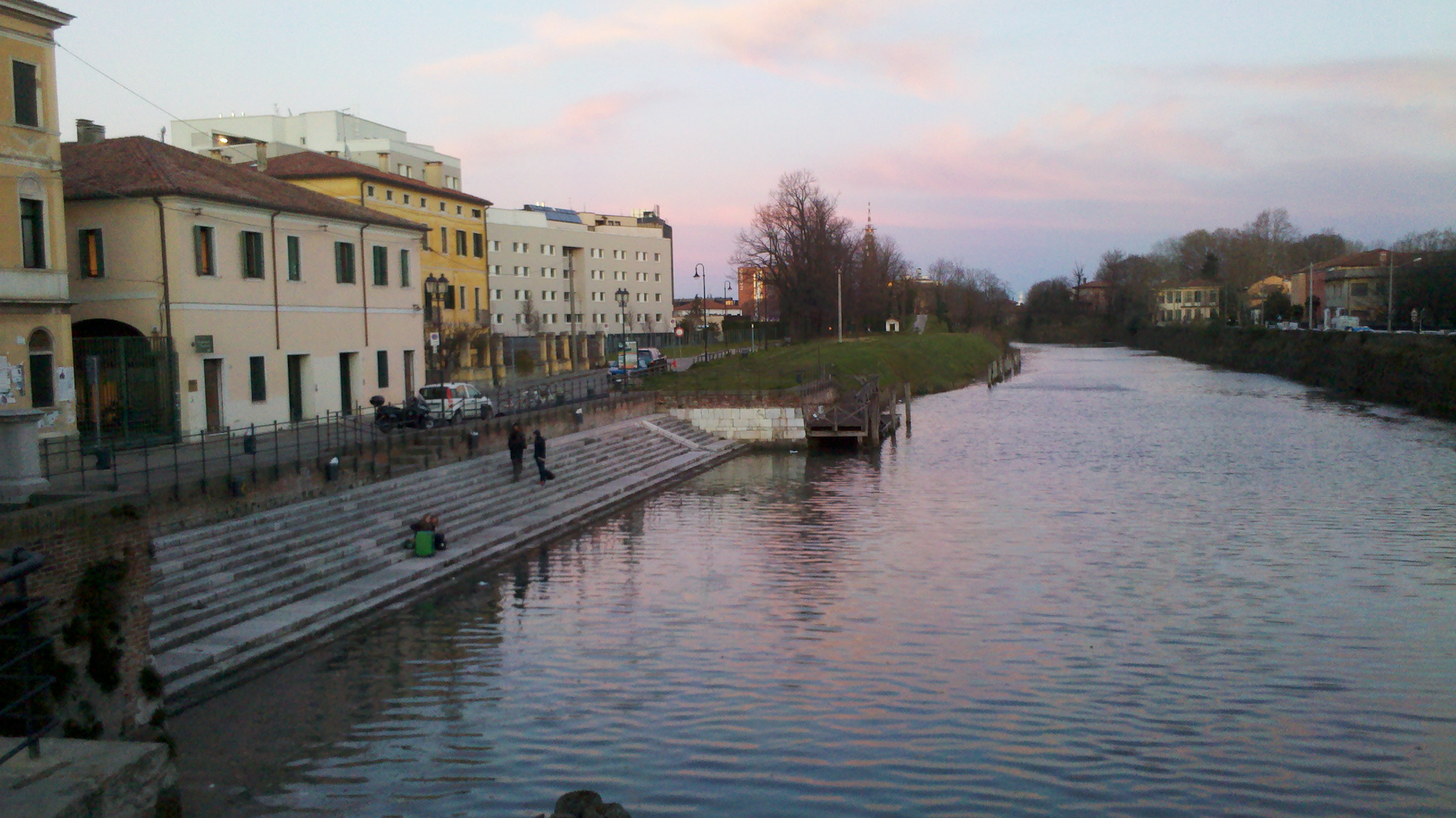
Kanal Canale Piovegio in Padua